# Aclerda acuta
Aclerda acuta är en insektsart som beskrevs av Borchsenius 1960. Aclerda acuta ingår i släktet Aclerda och familjen Aclerdidae. Inga underarter finns listade i Catalogue of Life.